# Urosigalphus flavens
Urosigalphus flavens är en stekelart som beskrevs av Gibson 1972. Urosigalphus flavens ingår i släktet Urosigalphus och familjen bracksteklar. Inga underarter finns listade i Catalogue of Life.